# جودي سمول
جودي سمول (بالإنجليزية: Judy Small)‏ هي مغنية أسترالية، ولدت في 1953 في كوفس هاربور في أستراليا.

## وصلات خارجية
- الموقع الرسمي
- جودي سمول على موقع ميوزك برينز (الإنجليزية)
- جودي سمول على موقع أول ميوزيك (الإنجليزية)
- جودي سمول على موقع ديسكوغز (الإنجليزية)